# Javakade

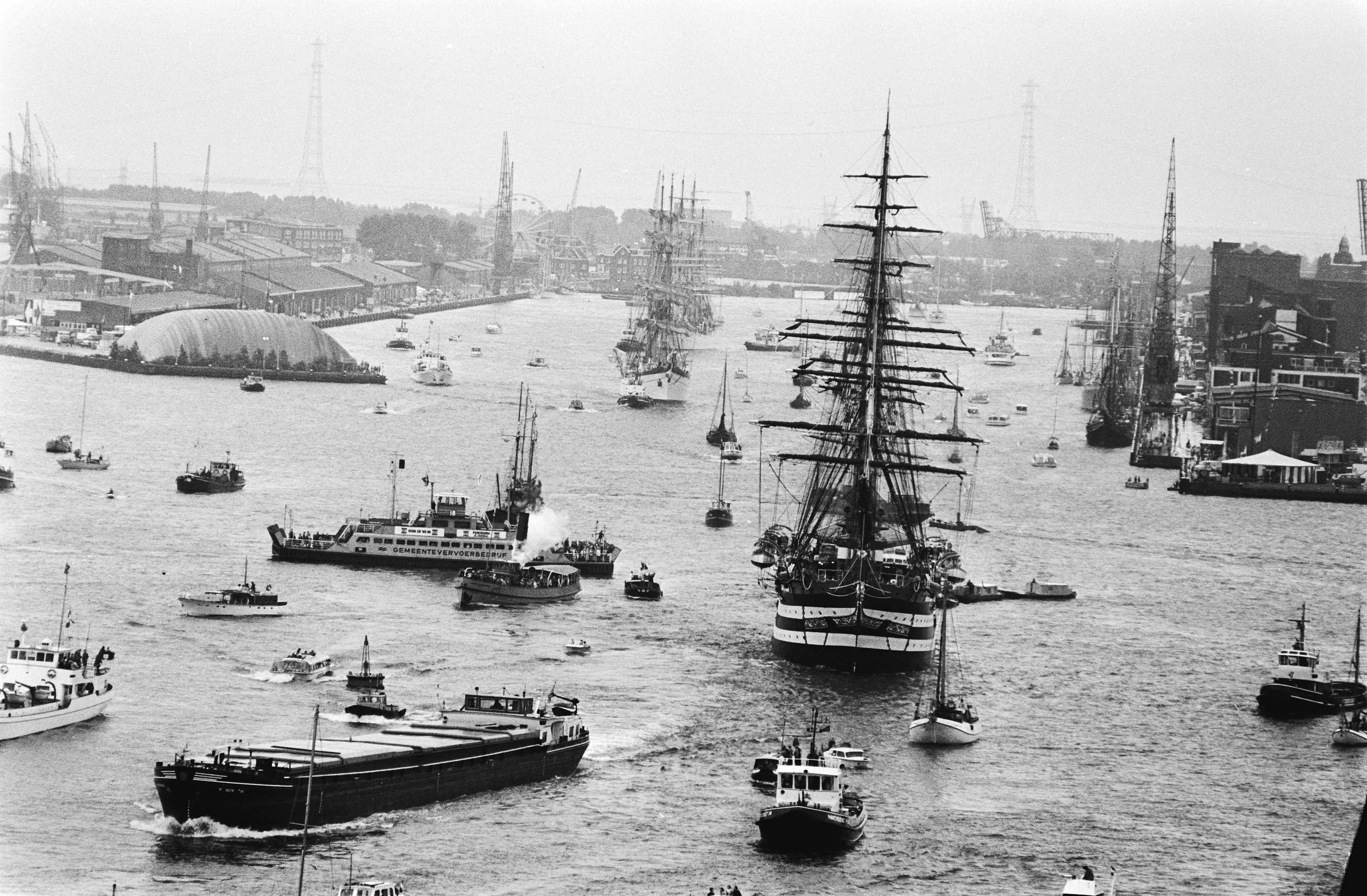
De Javakade (linksboven) met op de voorgrond de Amerigo Vespucci (SAIL Amsterdam 1980)

De Javakade in Amsterdam-Oost kreeg zijn naam in 1914 en werd vernoemd naar het eiland Java, een der grote Soenda-eilanden. De Javakade vormt de zuidelijke begrenzing van het begin 20e eeuw aangelegde schiereiland in het Oostelijk Havengebied. De noordelijke begrenzing wordt gevormd door de Sumatrakade. Tot in de jaren vijftig vertrokken hier vele zeeschepen, vooral ook naar de Indische archipel. Toen in de jaren negentig de haventerreinen werden bestemd voor woningbouw kreeg het hele schiereiland de naam Java-eiland. De nieuwe binnentuinen, straten en grachten zijn genoemd naar Javaanse plaatsen. Het Java-eiland grenst bij het Azartplein aan het KNSM-eiland. Hier is sinds 2004 het eindpunt van tramlijn 10. Sinds 2001 verbindt de Jan Schaeferbrug de Javakade met de Oostelijke Handelskade.
In 1998 werd door Ton Slits het kunstwerk Hemels juweel opgeleverd op Javakade 700-728.
Op de westkop werd van 2016 tot en met 2018 gebouwd aan een hotel, dat bij oplevering de Amsterdamse Architectuur Prijs won.